# یوکیو اندو
یوکیو اندو (به ژاپنی: 遠藤 幸雄 - Yukio Endo) ورزشکار مرد رشتهٔ ژیمناستیک اهل کشور ژاپن است. وی در بین سال‌های ‎۱۹۶۰ تا ۱۹۶۸ میلادی در مسابقات بازی‌های المپیک تابستانی در مجموع ۷ مدال، شامل ۵ مدال طلا و ۲ نقره را کسب کرد.
وی در ۲۵ مارس ۲۰۰۹ بر اثر سرطان مری درگذشت.